# Orickita
L'orickita és un mineral de la classe dels sulfurs. Rep el nom de la localitat d'Orick, molt propera a la localitat tipus.

## Característiques
L'orickita és un sulfur de fórmula química 2CuFeS₂·H₂O. Cristal·litza en el sistema hexagonal. La seva duresa a l'escala de Mohs és 3,5.
Segons la classificació de Nickel-Strunz, l'orickita pertany a «02.F - Sulfurs d'arsènic, àlcalis, sulfurs amb halurs, òxids, hidròxid, H₂O; amb alcalins (sense Cl, etc.)» juntament amb els següents minerals: caswellsilverita, schöllhornita, cronusita, chvilevaïta, rasvumita, pautovita i colimaïta.

## Formació i jaciments
Va ser descoberta a Coyote Peak, a la serralada Coastal Range, dins el comtat d'Humboldt, a Califòrnia (Estats Units). Posteriorment també ha estat descrita a Alemanya, Itàlia, Portugal i Rússia.